# Jorgos Dzawelas
Jorgos Dzawelas (gr. Γιώργος Τζαβέλας, ur. 26 listopada 1987 w Atenach) – piłkarz grecki grający na pozycji lewego obrońcy. Od 2017 roku jest zawodnikiem klubu Alanyaspor.

## Kariera klubowa
Karierę piłkarską Dzawelas rozpoczął w klubie Terpsitea. Następnie został zawodnikiem AO Kerkira z wyspy Korfu. W 2006 roku awansował do kadry pierwszej drużyny, a 10 września 2006 zadebiutował w pierwszej lidze greckiej w zremisowanym 0:0 domowym meczu z Larisą. W 2007 roku spadł z Kerkirą do drugiej ligi, w której grał przez rok.
W 2008 roku Dzawelas przeszedł z Kerkiry do Panioniosu GSS. W nim zadebiutował 13 września 2008 w wygranym 1:0 wyjazdowym spotkaniu z Panserraikosem. W Panioniosie grał przez dwa sezony, nie osiągając większych sukcesów.
W 2010 roku Dzawelas podpisał kontrakt z niemieckim Eintrachtem Frankfurt. W Bundeslidze swoje pierwsze spotkanie rozegrał 21 sierpnia przeciwko Hannoverowi. W Eintrachcie wywalczył sobie miejsce w podstawowym składzie. 31 stycznia 2012 przeszedł do grającego w Ligue 2 klubu AS Monaco. W 2013 roku przeszedł do PAOK FC. W 2017 trafił do Alanyasporu.
| Sezon   | Klub                | Kraj    | Rozgrywki          | Mecze | Bramki | Rozgrywki Europy                    | Mecze | Bramki |
| ------- | ------------------- | ------- | ------------------ | ----- | ------ | ----------------------------------- | ----- | ------ |
| 2006/07 | AO Kerkira          | Grecja  | Alpha Ethniki      | 13    | 1      | -                                   | -     | -      |
| 2007/08 | AO Kerkira          | Grecja  | Beta Ethniki       | 10    | 1      | -                                   | -     | -      |
| 2008/09 | Panionios GSS       | Grecja  | Alpha Ethniki      | 17    | 2      | Liga Europy UEFA                    | 1     | 0      |
| 2009/10 | Panionios GSS       | Grecja  | Alpha Ethniki      | 24    | 0      | -                                   | -     | -      |
| 2010/11 | Eintracht Frankfurt | Niemcy  | Bundesliga         | 25    | 1      | -                                   | -     | -      |
| 2011/12 | Eintracht Frankfurt | Niemcy  | 2. Bundesliga      | 2     | 0      | -                                   | -     | -      |
| 2011/12 | AS Monaco           | Francja | Ligue 2            | 14    | 1      | -                                   | -     | -      |
| 2012/13 | AS Monaco           | Francja | Ligue 2            | 24    | 2      | -                                   | -     | -      |
| 2013/14 | PAOK FC             | Grecja  | Superleague Ellada | 24    | 2      | -                                   | -     | -      |
| 2014/15 | PAOK FC             | Grecja  | Superleague Ellada | 19    | 1      | Liga Europy UEFA                    | 4     | 0      |
| 2015/16 | PAOK FC             | Grecja  | Superleague Ellada | 30    | 2      | Liga Europy UEFA                    | 10    | 0      |
| 2016/17 | PAOK FC             | Grecja  | Superleague Ellada | 5     | 0      | Liga Mistrzów UEFA/Liga Europy UEFA | 7     | 1      |
| 2016/17 | Alanyaspor          | Turcja  | Süper Lig          | 15    | 1      | -                                   | -     | -      |
| 2017/18 | Alanyaspor          | Turcja  | Süper Lig          | 29    | 0      | -                                   | -     | -      |

Stan na: 25 czerwca 2013 r.

## Kariera reprezentacyjna
W reprezentacji Grecji Dzawelas zadebiutował 7 września 2010 roku w zremisowanym 0:0 meczu eliminacji do Euro 2012 z Chorwacją.